# Christian Theodor Weinlig
Christian Theodor Weinlig (Dresda, 25 luglio 1780 – Lipsia, 7 marzo 1842) è stato un musicista, compositore e insegnante tedesco.

## Biografia
Lo zio di Christian Theodor Weinlig era l'organista Christian Ehregott Weinlig, che gli fece anche da mentore e con cui perfezionò i suoi studi musicali a Bologna sotto la guida di Stanislao Mattei. Nel 1823 gli venne data la direzione della Thomasschule nella città tedesca di Lipsia. Oltre che a essere un compositore, si impegnò anche nell'insegnamento e, tra i propri allievi, vi fu anche Richard Wagner.Quest'ultimo gli dedicò la sua prima composizione, una "sonata per pianoforte" in si bemolle maggiore (Klaviersonate in B-Dur).